# مزدو (الجعافرة العليا)
مزدو هو دُوَّار يقع بجماعة عين عائشة، إقليم تاونات، جهة فاس مكناس في المملكة المغربية. ينتمي الدوّار لمشيخة الجعافرة العليا التي تضم 12 دوار. يقدر عدد سكانه بـ 799 نسمة حسب الإحصاء الرسمي للسكان والسكنى لسنة 2004.

## روابط خارجية
- البوابة الوطنية للجماعات الترابية نسخة محفوظة 12 مارس 2018 على موقع واي باك مشين.
- المندوبية السامية للتخطيط